# Герб Владимира
Герб Муниципального образования город Владимир (города Владимир) Владимирской области Российской Федерации.
Герб утверждён Решением Малого совета Владимирского горсовета № 50/7 от 17 марта 1992 года. Герб подлежит внесению в Государственный геральдический регистр Российской Федерации.

## Описание герба
«В красном поле стоящий на задних лапах лев, имеющий на голове железную корону, держит в передней правой лапе длинный серебряный крест».— Из Решения Малого совета Владимирского горсовета № 50/7 от 17 марта 1992 года.

## История герба
«Герб Владимира — памятник истории и культуры, имеющий древние исторические корни. Ещё в XII веке изображение леопардного зверя было родовым знаком владимирских князей, атрибутом сильной власти, способной превозмочь феодальное дробление Руси.

Начиная с XVII века герб Владимира является символом городского суверенитета, показателем развития городской организации. В Большой государственной книге 1672 года „Титулярнике“ содержится первое описание герба города Владимира. В 1730, 1781 годах герб Владимира утверждался Верховной властью, а в XIX веке был внесён в Полное Собрание Законов Российской империи».— Из Решения Малого совета Владимирского горсовета № 50/7 от 17 марта 1992 года.

### Символика владимиро-суздальских князей
Изображение льва как личного знака Владимиро-суздальских князей появилось в XII веке, начиная с Андрея Боголюбского. Об этом свидетельствуют фрески на соборах Владимира, Суздаля и Юрьева-Польского XII—XIII веков с рисунком льва, а также на русских монетах XIV—XV вв. На фасаде северного притвора Георгиевского собора (1234 г.) в Юрьеве-Польском размещён образ Святого Георгия, опирающегося на высокое копье и варяжский каплевидный щит с изображением эмблемы владимирской династии — «вздыбленного» льва (лев обращён вправо от щитодержателя, голова льва размещена в профиль).

### Герб Владимира в Царском Титулярнике 1672 года
В 1672 году был составлен «Царский титулярник», который часто называется первым русским гербовником. В Титулярник были включены эмблемы 33 «русских земель», в том числе и гербовая эмблема Владимира (на русской печати XVI века она отсутствовала). На гербовой эмблеме Владимира — лев стоящий на задних лапах, в отличие от личного знака владимиро-суздальских князей, был обращён влево (от щитодержателя) и у него впервые появились атрибуты — корона и длинный четырехконечный крест в передних лапах, лев золотой с червлёным языком. Такое же изображение прототипа герба Владимира было размещено и в «Дневнике путешествия в Московию, 1698 и 1699 гг.» австрийского дипломата И. Г. Корба (1698—1699) на эскизе русской государственной печати.

### Герб на знамени Владимирского полка
В самом начале XVIII века геральдический владимирский лев появился на знамени Владимирского пехотного полка. Причём, на знамёнах помещался не просто стоящий лев с крестом, а со шкурой убитого «свейского» льва под ногами.
В 1712 году знамёна Владимирского пехотного полка были следующие: одно белое с вензелем Петра I в окружении ветвей, остальные: «черныя, с синим, крестообразно разделенныя зелеными и красными полосами, с изображением, в верхнем углу, у древка, золотаго льва». Лев на знамёнах Владимирского полка 1712 года не имел короны и был обращён вправо, к древку. Один из прапоров тех времён с владимирской эмблемой хранится в Московской Оружейной палате.
В июне 1728 года Верховный тайный совет издал указ о введении нового образца полковых знамён с государственным и городским гербами. В 1729 году под руководством обер-директора над фортификацией генерала Б. К. Миниха и при участии художника Андрея Баранова (живописца А. Д. Меншикова) был составлен Знамённый гербовник. 8 марта 1730 года новые гербы для полковых знамён были утверждены. Герб на знамени Владимирского пехотного полка имел следующее описание: «В золотом щите, на красном поле золотой лев с короною на голове, стоящий на задних лапах, а передними держащий длинный серебряный крест». Данный вариант герба, соответствующий правилам геральдики, был составлен ещё в 1722 году помощником герольдмейстера графом Ф. Санти по рисунку из «Царского Титулярника» 1672 года. Но в отличие от Титулярника, лев в знамённом гербе стал развернут вправо и приобрел «улыбающееся лицо» в фас.
Гербы 1730 года должны были размещаться не только на полковых знамёнах, но и на печатях, которыми губернаторы и воеводы опечатывали все бумаги, кроме партикулярных. Таким образом, герб Владимирского полка уже с этого периода стал приобретать статус городского герба.

### Герб Владимира 1781 года
16 августа 1781 года императрицей Екатериной II вместе с другими гербами городов Владимирского наместничества был Высочайше утверждён герб Владимира.
Подлинное описание герба города гласило: 

«Городъ Владимиръ имҍетъ старый гербъ. Въ красномъ полҍ стоящій на заднихъ лапахъ левъ, имҍющій на головҍ желҍзную корону, держитъ въ передней правой лапҍ длинный серебряный крестъ. Сіе внесено и во всҍ вновь сочиненные гербы въ верхней части щита, въ означеніе того, что тҍ города принадлежатъ Володимірскому Намҍстничеству».—  ПСЗРИ, 1781, Закон № 15205.
Во всех утверждённых в 1781 году гербах Владимирского наместничества, кроме герба Суздаля, в верхней части размещался герб Владимирский.
- Гербы городов Владимирского наместничества 1781 года:
- Владимир
- Александров
- Вязники
- Гороховец
- Киржач
- Ковров
- Меленки
- Муром
- Переславль-Залесский
- Покров
- Судогда
- Суздаль
- Шуя
- Юрьев-Польский

### Львиный леопард на губернском гербе
В середине XIX века в российской геральдике была проведена геральдическая реформа Б. Кене. При его непосредственном участии был составлен и впоследствии в 1856 году утверждён титульный герб Владимирской губернии. Герб имел следующее описание:«В червлёным поле золотой львиный леопард, в железной, украшенной золотом и цветными камнями короне, держащий в правой лапе длинный серебряный крест. Щит увенчан Императорскою короною и окружён золотыми дубовыми листьями, соединёнными Андреевскою лентою». Владимирского льва Б. Кене переименовал в львиного леопарда, подчеркивая, что геральдика не допускает возможности считать такое изображение зверя львом.

### Герб Владимира в советское и постсоветское время
В советское время исторический герб Владимира не использовался, но его изображение появлялось на сувенирной продукции, зачастую без монархических и религиозных атрибутов. Например, на сувенирных значках к 875-летию Владимира лев изображался с мечом, крестообразная рукоять которого заменяла собой крест исторического герба. На другом значке — вместо креста изображался посох. Встречались и исторически правильные изображения герба. Например, на почтовой марке СССР 1977 года, в гербе Владимира были изображены и корона и крест.
17 марта 1992 года исторический герб Владимира 1781 года был утверждён в качестве официального символа города.
8 июля 1994 года Решением Законодательного Собрания Владимирской области № 63 «О гербе Владимирской области» был восстановлен старый губернский герб и принято Положение о гербе. 20 января 1999 года Законодательным Собранием Владимирской области был принят Закон о гербе Владимирской области, который окончательно утвердил ныне действующий герб Владимирской области. Герб практически повторял герб Владимирской губернии 1856 года и имел следующее описание:

«Герб Владимирской области представляет собой изображение золотого львиного леопарда, в железной, украшенной золотом и цветными камнями короне, держащего в правой лапе длинный серебряный крест в червленном поле. Щит увенчан короной и окружен золотыми дубовыми листьями, соединенными Андреевской лентой».— Закон о гербе Владимирской области.
1 февраля 2008 года Банком России была выпущена памятная монета номиналом 10 рублей, из серии Древние города России, на реверсе которой изображён герб Владимира.
В постсоветское время были разработаны новые гербы для ряда городских и сельских поселений Владимирской области, в вольной части которых присутствует исторический герб Владимира.